# La Perrière (Orne)
La Perrière foi uma comuna francesa na região administrativa da Normandia, no departamento Orne. Estendia-se por uma área de 16,48 km². Em 2010 a comuna tinha 270 habitantes (densidade: 16,4 hab./km²).
Em 1 de janeiro de 2017, passou a formar parte da nova comuna de Belforêt-en-Perche.